# 硫代甲酰胺
硫代甲酰胺一种含氮有机硫化合物，化学式HC(S)NH2，是最简单的硫代酰胺，已通过X射线晶体学确认其为平面结构，碳硫键的键长为167pm。